# バート・マリーエンベルク
バート・マリーエンベルク (独: Bad Marienberg (Westerwald))はドイツ連邦共和国 ラインラント＝プファルツ州ヴェスターヴァルト郡にある市。
バート・マリーエンベルク連合自治体 (独: Verbandsgemeinde Bad Marienberg (Westerwald)) の行政庁所在地である。

## 地理
リンブルクとジーゲンの間にあり、市の東西をジーク川の支流であるニスター川が流れている。